# Міллс-Рівер (Північна Кароліна)
Міллс-Рівер (англ. Mills River) — місто (англ. town) в США, в окрузі Гендерсон штату Північна Кароліна. Населення — 7078 осіб (2020).

## Географія
Міллс-Рівер розташований за координатами 35°22′53″ пн. ш. 82°35′19″ зх. д. / 35.38139° пн. ш. 82.58861° зх. д. (35.381462, -82.588562).  За даними Бюро перепису населення США в 2010 році місто мало площу 58,41 км², з яких 57,98 км² — суходіл та 0,43 км² — водойми.

## Демографія
Згідно з переписом 2010 року, у місті мешкали 6802 особи в 2808 домогосподарствах у складі 2051 родини. Густота населення становила 116 осіб/км².  Було 3108 помешкань (53/км²).
Расовий склад населення:
| - 94,7 % — білих - 1,7 % — чорних або афроамериканців - 0,7 % — азіатів - 0,3 % — корінних американців - 1,1 % — осіб інших рас |

До двох чи більше рас належало 1,4 %. Частка іспаномовних становила 3,9 % від усіх жителів.
За віковим діапазоном населення розподілялося таким чином: 20,8 % — особи молодші 18 років, 61,8 % — особи у віці 18—64 років, 17,4 % — особи у віці 65 років та старші. Медіана віку мешканця становила 45,7 року. На 100 осіб жіночої статі у місті припадало 95,2 чоловіків;  на 100 жінок у віці від 18 років та старших — 96,0 чоловіків також старших 18 років.
Середній дохід на одне домашнє господарство  становив 71 356 доларів США (медіана — 62 059), а середній дохід на одну сім'ю — 82 717 доларів (медіана — 74 966). За межею бідності перебувало 4,8 % осіб, у тому числі 4,1 % дітей у віці до 18 років та 2,4 % осіб у віці 65 років та старших.
Цивільне працевлаштоване населення становило 3568 осіб. Основні галузі зайнятості: освіта, охорона здоров'я та соціальна допомога — 19,7 %, виробництво — 18,6 %, роздрібна торгівля — 14,4 %, науковці, спеціалісти, менеджери — 12,0 %.